# Volley-ball aux Jeux sud-asiatiques
Les Jeux sud-asiatiques de volley-ball opposent les sélections de volley-ball des nations d'Asie du Sud qui disputent les Jeux sud-asiatiques. Le volley-ball est apparu en 1987 lors de la 3e édition des Jeux sud-asiatiques.

## Palmarès masculin
| 1987 Détails | Calcutta  | Inde     | Pakistan  |            |            |
| 1989 Détails | Islamabad | Pakistan | Inde      |            |            |
| 1991 Détails | Colombo   | Inde     | Pakistan  | Bangladesh |            |
| 1993 Détails | Dacca     | Pakistan | Inde      |            |            |
| 1995 Détails | Madras    | Inde     | Pakistan  |            |            |
| 1999 Détails | Katmandou | Inde     | Pakistan  | Népal      |            |
| 2004 Détails | Islamabad | Inde     | Pakistan  | Sri Lanka  | Bangladesh |
| 2006 Détails | Colombo   | Inde     | Sri Lanka | Pakistan   | Bangladesh |
| 2010 Détails | Dacca     | Inde     | Pakistan  | Sri Lanka  | Maldives   |

## Palmarès féminin
| 1991 Détails | Colombo   | Sri Lanka          | Inde               |                    |                    |
| 1993 Détails | Dacca     | Inde               |                    | Bangladesh         |                    |
| 1995 Détails | Islamabad | Inde               | ?                  | Pakistan           |                    |
| 1999 Détails | Katmandou | Inde               | Sri Lanka          | Bangladesh         |                    |
| 2004 Détails | Islamabad | pas de compétition | pas de compétition | pas de compétition | pas de compétition |
| 2006 Détails | Colombo   | Inde               | Sri Lanka          | Népal              | Maldives           |
| 2010 Détails | Dacca     | pas de compétition | pas de compétition | pas de compétition | pas de compétition |